# كارل سميث (مدرب رياضي)
كارل سميث (بالإنجليزية: Carl Smith)‏ هو مدرب رياضي أمريكي، ولد في 26 أبريل 1948 في واسكو في الولايات المتحدة.

## وصلات خارجية
- كارل سميث على موقع إن إن دي بي (الإنجليزية)